# الانتخابات في جزر مارشال
جزر مارشال تختار على المستوى الوطني رئيس الدولة - الرئيس - وهيئة تشريعية. ويتم انتخاب الرئيس لمدة أربع سنوات من قبل البرلمان. تتكون الهيئة التشريعية (Nitijela) من 33 عضوًا، يُنتخبون لمدة أربع سنوات في دوائر انتخابية ذات مقعد واحد وخمس دوائر متعددة المقاعد. وتم انتخاب الهيئة التشريعية آخر مرة في عام 2019 دون مشاركة الأحزاب، على الرغم من أن بعض الأعضاء يمكن أن يكونوا أعضاء في الحزب الديمقراطي المتحد. جزر مارشال هي دولة لم تنشط فيها الأحزاب السياسية.
كان هناك عدد من الانتخابات المحلية والوطنية منذ تأسيس جمهورية جزر مارشال. فاز الحزب الديمقراطي المتحد، الذي كان يخوض الانتخابات على أساس برنامج إصلاحي، في الانتخابات البرلمانية عام 1999، وسيطر على الرئاسة والحكومة. وقد أكدت الحكومة الجديدة علناً التزامها باستقلال القضاء.

## الأحزاب السياسية
تقليديا لم تكن هناك أحزاب سياسية منظمة رسميا؛ وما كان موجودًا يشبه إلى حد كبير الفصائل أو مجموعات المصالح، لأنه ليس لديهم مقرات حزبية، أو برامج رسمية، أو هياكل حزبية؛ وقد تنافست "المجموعتان" التاليتان في الاقتراع التشريعي في السنوات الأخيرة - حزب كابوا (إيماتا كابوا) والحزب الديمقراطي المتحد (ليتوكوا تومينغ).

## الروابط الخارجية
- أرشيف الانتخابات (أدم كار)